# ماروین آلبرت
ماروین آلبرت (انگلیسی: Marvin Albert; ۲۲ ژانویهٔ ۱۹۲۴ – ۲۴ مارس ۱۹۹۶) فیلم‌نامه‌نویس، پدیدآور و رمان‌نویس اهل ایالات متحده آمریکا بود.
از فیلم‌های او می‌توان به بزرگ‌ترین شیادان عالم اشاره کرد.